# 艾德维佐
艾德维佐 是一家总部位于班加罗尔，卡纳塔克邦的印度教育科技初创公司。该公司由印度理工学院古瓦哈提校友拉维·尼尚特于2017年创立。它作为一个在线市场，方便学生搜索、比较和报名参加IIT JEE、NEET和UPSC等竞争性考试的辅导机构。

## 历史
艾德维佐由拉维·尼尚特于2017年创立，他放弃了在印度理工学院古瓦哈提的学业，选择创业。 该公司被Facebook的全球初创支持计划FbStart选中，为其转变教育可及性的使命提供了初步认可。 2020年6月，艾德维佐在Inflection Point Ventures和ah! Ventures的领投下筹集了150,000美元的种子轮融资，以加强技术和销售团队并扩大用户基础。 2021年7月，公司在Inflection Point Ventures的领投下获得了100万美元的Pre-Series A轮融资，以升级技术基础设施和扩展运营。

## 服务
艾德维佐是一个连接学生与竞争性考试辅导机构的平台。它提供基于质量、评论和定价比较机构的工具，解决教育领域误导性营销的挑战。 该公司还为IIT JEE和NEET考生提供由顶尖排名者主持的免费在线速成课程和答疑会。
此外，艾德维佐运营全国普通入学考试（NLCEE），为准备竞争性考试的弱势学生提供价值5亿卢比的奖学金计划。 艾德维佐还启动了一项防止学生自杀的计划，通过IIT和AIIMS的展览旅行，旨在激励学生并提供职业选择咨询。
2021年，艾德维佐在国际妇女节举办了一场关于职业机会和技能发展的网络研讨会，以赋予女性在教育领域的权力。